# 언론의 객관성
언론의 객관성은 언론의 전문성에 대한 논의에서 상당한 개념이다. 언론의 객관성은 공정성, 거리감, 사실성, 비당파성을 의미할 수 있지만, 대개 이러한 특징을 모두 포괄한다. 18세기에 실천 방식으로 발전한 이후, 객관성 이상의 비판과 대안이 제시되어 왔으며, 이를 통해 언론 객관성 이상의 이상에 대한 지속적이고 동적인 논의가 진행되고 있다.

거의 모든 신문과 TV 방송국들은 자료를 뉴스 기관에 의존하며, 전 하바스 기관, 어시스티드 프레스, 로이터, 와 같은 전 세계 4대 뉴스 기관은 관용적으로 말해 "산발적인 보도" 대신 모든 구독자에게 동일한 객관적인 뉴스를 제공하는 것이 철학적 기반이다. 다시 말해, 보수적이거나 진보적인 신문을 위한 별도의 뉴스 피드는 제공하지 않는다. 이러한 개념을 기자 조나단 펜비가 설명하였다
이러한 기업들이 널리 인정받을 수 있는 것은, 공공연한 편향을 피하고 검증 가능한 올바른 정보를 제공하기 때문이다. 이들은 정보를 보도할 때 책임 수준을 낮추어 발언자, 언론, 혹은 다른 출처로 소개한다. 그리고 판단을 내리지 않으며, 의심과 모호함을 피한다. 객관성은 그들의 기업의 철학적 기반이다. 그리고 이를 달성하지 못하면, 널리 인정받는 중립성을 추구한다.
저널리즘에서 추구하는 객관성이란, 독자나 청중이 자신의 판단을 내릴 수 있도록 정보를 제공하는 것을 목표로 한다. 객관적인 보도란 작가의 개인적인 신념이나 의견과는 관계 없이, 중립적이며 편향되지 않은 방식으로 사건이나 문제를 묘사하는 것을 의미한다.

## 정의
사회학자 마이클 슈드슨은 "객관성에 대한 믿음은 '사실'에 대한 믿음이며 '가치'에 대한 불신과 그들의 격리에 대한 약속이다"라고 제안한다. 객관성은 또한 저널리스트의 제도적 역할을 강조하여, 정부나 대규모 이해당사자들과는 별개로 존재하는 네 번째 권력의 역할을 수행한다.
저널리스트의 객관성은 양측의 입장을 지지하지 않아야 한다. 저널리스트는 사실만을 보도해야 하며 개인적인 태도는 반영하지 않아야 한다. 객관성은 다양한 기술과 실천들을 참조하는 복잡하고 동적인 개념이지만, 일반적으로 진실성, 중립성, 분리라는 아이디어를 나타낸다.
사실성이란 어떤 이야기를 더 부드럽게 만들거나 특정 의견에 맞추기 위해 사실이나 세부 정보를 왜곡하지 않고, 정확하고 진실한 정보만을 보도하는 것을 의미한다. 중립성은 이야기가 중립적이고 공정하며 공평한 방식으로 전달되어야 함을 뜻한다. 이 개념에 따르면 보도자는 어느 한 쪽에 편향되지 않고, 모든 관련 사실과 정보를 제공해야 한다. 보도자는 또한 객관적인 태도로 문제에 접근해야 하며, 이를 통해 이야기를 이성적이고 차분하게 제시하는 것을 바탕으로 하여 수용자가 미디어의 영향을 받지 않고 스스로 판단할 수 있도록 하는 방법이 가장 효과적이다. 이를 한국어로 요약하자면, 사실을 왜곡하지 않고 정확하고 중립적으로 보도하며, 객관적인 태도로 이야기를 전달하여 수용자가 스스로 판단할 수 있도록 하는 것이 가장 효과적이다. 일각에 편향되지 않고 모든 관련 사실과 정보를 제공하는 것이 중요하다. 이를 통해 미디어의 영향을 받지 않고 객관적으로 정보를 평가할 수 있도록 해야 한다. 이는 보도자의 역할로서 중요한 가치이다. 신중하고 정확한 보도를 통해 사실성과 중립성을 유지하며, 수용자의 이성적인 판단을 존중하는 것이 필요하다. 이렇게 함으로써 보다 공정하고 신뢰성 있는 뉴스를 제공할 수 있을 것이다. 이를 바탕으로 일방적인 편향과 주장을 피하고, 다양한 시각을 고려하여 균형 잡힌 뉴스를 제공하는 것이 바람직하다. 또한, 보도자의 역할은 단순히 사실과 세부 정보를 제공하는 것뿐만 아니라, 냉철하고 객관적인 태도를 유지하여 수용자의 판단을 돕는 것이 중요하다.

## 역사
저널리즘의 객관성에 대한 현대적인 개념은 월터 리프만의 작업에 기인한다. 리프만은 정보 수집을 위해 과학적인 방법을 사용할 것을 요청한 최초의 인물 중 하나이다. 그는 과잉한 황색 저널리즘 이후 저널리즘의 객관성을 요구했다. 리프만은 황색 저널리즘이 그들의 목적을 달성했지만 사람들은 실제 뉴스를 수신해야 한다고 언급했다.
객관성이라는 개념은 1890년대에 가이드라인으로 완전히 등장했다. 그 전까지 미국의 신문들은 중립적이 아닌 당파적인 시각을 제시해야 했다. 그러나 1830년대 잭슨 시대에 현대 신문이 등장한 이후, 정치의 민주화, 시장 경제의 확장, 기업가적 도시 중산층의 권위가 커지면서 언론은 변화하였다. 이러한 신문들이 미국의 언론 환경을 지배하게 되었다. 이 문맥에서 객관성 개념이 미국의 언론인들 사이에서 지배적인 담론으로 자리잡게 되었다. 이를테면, 이 신문들은 중립적이지 않은 당파적인 시각을 제시하는 것이 아닌, 중립적인 시각을 제시해야 한다는 원칙을 따르게 되었다. 이러한 변화는 미국의 신문이 정치의 민주화, 시장 경제의 확장, 기업가적 도시 중산층의 권위가 커지는 가운데 발생하였다. 이러한 변화로 인해 미국의 신문은 중립적인 객관성을 강조하게 되었다. 이는 한국말로 다음과 같이 표현될 수 있다. 1890년대에 가이드라인으로 등장한 객관성 개념은, 1830년대 잭슨 시대에 현대 신문이 등장한 이후 미국의 언론인들 사이에서 지배적인 담론으로 자리잡았다. 이 신문들은 정치의 민주화, 시장 경제의 확장, 기업가적 도시 중산층의 권위가 커지는 가운데 언론을 변화시켰다. 그전까지 미국 신문은 중립적이 아닌 당파적 시각을 제시해야 했다. 이 문장을 자연스럽게 한국말로 다시 써줘. 이렇게 되면 한국말로 객관성 개념의 역사와 미국의 언론 변화에 대해 자연스럽게 표현된다.

객관성의 필요성은 어소시에이티드 프레스(AP) 편집자들에게 처음 생겼다. 그들은 당파주의가 시장을 좁힐 수 있음을 깨달았다. 그들의 목표는 모든 신문에 도달하고, 어떤 기울임과 논평이 필요한지 결정하기 위해 개별 신문에 맡기는 것이었다. 워싱턴의 AP 책임자인 로렌스 고브라이트는 1856년 의회에서 객관성의 철학을 다음과 같이 설명했다.
정확성은 정보를 왜곡하지 않고 정확하고 진실한 내용만을 전달하여 이야기를 더 흥미롭게 만들거나 특정 의견에 부합시키는 것이 아닌, 중립적인 방식으로 보도하는 것을 의미한다. 중립성은 이야기가 편향되지 않고, 모든 관련 사실과 정보를 제공하여 공평하고 공정한 방식으로 전달되어야 함을 뜻한다. 보도자는 이를 바탕으로 객관적인 태도로 문제에 접근하여 이야기를 이성적이고 차분하게 제시하는 것이 가장 효과적이다. 나의 지시는 내가 전달한 사실에 대해 어떠한 언급도 허용하지 않는다. 내 파견은 모든 종류의 정치 신문에 보내지며 편집자들은 그들에게 보내진 사실에 대해 자신의 의견을 말할 수 있다고 말한다. 나는 어떤 학교에 소속된 정치인으로 행동하지 않지만, 사실적이고 편파적이지 않은 보도를 위해 노력한다. 내 파견은 단지 사실과 세부 사항의 간략한 문제이다. 이를 통해 수용자가 미디어의 영향을 받지 않고 스스로 판단할 수 있도록 하는 것이 목표이다.
20세기의 첫 10년 동안에는 사실과 가치 사이의 뚜렷한 구분을 보는 것이 일반적이지 않았다. 그러나 스튜어트 앨런(Stuart Allan, 1997)은 제1차 세계 대전 동안 "언론 요원 및 홍보 전문가"의 부상과 함께 학자 선전 캠페인이 대중 사이에서 국가 기관 및 "공식 정보 채널"에 대한 냉소주의를 조장했다고 제안한다. . 따라서 객관성의 고양은 일반적으로 국가뿐만 아니라 뉴스 언론을 재합법화하려는 노력을 구성했다.
Gerald Baldasty와 같은 일부 역사가들은 객관성이 광고주를 유치하여 신문 사업에서 이익을 창출해야 할 필요성과 밀접한 관계가 있음을 관찰했다. 이 경제 분석에서 게시자는 잠재적인 광고 고객을 불쾌하게 하고 싶지 않았기 때문에 뉴스 편집자와 기자가 문제의 모든 측면을 제시하기 위해 노력하도록 권장했다. 광고주는 당파성이 순환을 해치고 결과적으로 광고 수익을 해치는 것을 언론에 상기시켜 객관성을 추구했다.
다른 사람들은 객관성의 부상에 대한 정치적 설명을 제안했다. Richard Kaplan과 같은 학자들은 언론이 뉴스 사건에 대해 초당파적이고 "공정한" 설명을 자유롭게 제공할 수 있기 전에 정당이 유권자의 충성심과 정부 기관에 대한 지배력을 잃어야 한다고 주장했다. 이 변화는 중요한 1896년 선거 와 진보 시대의 후속 개혁에 따라 발생했다.
그 후 제2차 세계대전 이후 새롭게 공식화된 객관성의 규칙과 관행은 짧은 국민적 합의와 부정적인 여론의 일시적 중단으로 이어졌다. 그러나 1960년대와 1970년대의 시민 소요 기간에 " 민주주의 와 자본주의의 제도"에 대한 의심과 불확실성이 재등장하여 궁극적으로 객관성 비판 의 등장으로 이어졌다.
결론적으로 객관성의 기원에는 세 가지 핵심 요소가 있다. 저널리즘의 정치적 모델에서 상업적 모델로 전환하려면 정치적, 이데올로기적 스펙트럼을 넘어 마케팅할 수 있는 콘텐츠 제작이 필요하다. 전신은 언론인에게 이야기의 시작 부분에서 가장 중요한 사실을 우선시하고 지리적으로 다양한 청중에게 어필할 수 있는 단순화되고 균질화되고 일반적인 스타일을 채택하도록 압력을 가한다. 20세기 초 저널리즘은 윤리적 원칙에 따라 특별한 훈련, 고유한 기술 및 자기 규제가 필요한 전문 직업으로 스스로를 정의하기 시작했다. 전문화는 좋은 저널리즘의 기초로서 객관성 체제를 정상화하여 저널리스트와 편집자/출판사에게 혜택을 제공한다.
19세기 대부분 동안 대부분의 출판물과 뉴스는 한 사람이 썼다. 작가는 자신의 관점과 의견을 표현할 수 있다. 그러나 1880년대부터 미국인들은 작가들이 자신의 감정을 표현할 수 있는 방법을 좁혀주는 일부 과학적 이론과 사실에 관심을 갖기 시작했다. 기술의 사용으로 생산성과 통제력이 향상되었다. 뉴스 프로세스의 새로운 기술은 속도에 대한 담론을 확립하기 위해 노력했다. 속도에 대한 담론도 시간이 지남에 따라 더욱 강력해지고 포괄적이 되었다. 신문의 변화는 다양한 종류의 노동자로 구성된 상당히 정교한 팀을 필요로 하는 매체를 생산했다. 언론인은 컴퓨터 기반의 기술과 뉴미디어 기술을 어느 정도 보유할 것으로 기대되며, 이제 언론인에게 새로운 요구가 제기되고 있다.
일부 학자와 언론인들은 객관성을 중립성이나 비당파성으로 이해하는 것을 비판하며 그것이 진실을 찾는 데 실패하기 때문에 대중에게 해를 끼친다고 주장한다. 그들은 또한 그러한 객관성을 실제로 적용하는 것은 거의 불가능하다고 주장한다. 신문은 어떤 기사를 다루고, 어떤 기사를 1면에 게재하고, 어떤 출처를 인용할지를 결정할 때 필연적으로 관점을 취한다. 미디어 평론가인 Edward S. Herman 과 Noam Chomsky는 이러한 객관성 개념이 정부의 관점과 대기업을 크게 선호한다는 선전 모델 가설을 발전시켰다. 주류 평론가들은 뉴스 가치가 기사 선택을 주도한다는 점을 인정하지만, 기사에 대한 청중의 관심 수준에 맞추는 것이 선택 과정을 비객관적으로 만드는지 여부에 대해서는 약간의 논쟁이 있다.
커뮤니케이션 학자인 데이비드 민디치(David Mindich) 에 따르면 객관성에 대한 반대의 또 다른 예는 1890년대에 수천 명의 아프리카계 미국인에 대한 린칭에 대한 주요 신문(주로 뉴욕 타임즈 )의 보도였다. 그 시대의 뉴스 기사는 분리된 폭도들에 의한 사람들의 교수형, 제물, 신체 훼손을 묘사했으며, 뉴스 작가들은 종종 객관성의 처방을 통해 피해자들의 주장된 범법 행위를 자세히 설명함으로써 이러한 설명의 " 잘못된 균형 "을 구축하려고 시도했다. 분노에 린치 마피아. Mindich는 객관성 관행을 가능하게 하고 "[go] 기본적으로 의문의 여지가 없도록" 허용함으로써 린칭 관행을 정상화하는 효과가 있었을 수 있다고 제안한다.
보다 최근의 예에서 학자 Andrew Calcutt와 Phillip Hammond(2011)는 1990년대 이후 전쟁 보도(특히)가 점점 더 객관성의 관행을 비판하고 거부하게 되었다고 지적한다. 1998년 BBC 기자 마틴 벨은 이전에 추구했던 냉정한 접근보다 "애착의 저널리즘"을 선호한다고 언급했다. 마찬가지로, 미국의 CNN 전쟁 특파원인 Christiane Amanpour는 어떤 상황에서 "중립성은 당신이 모든 종류의 악의 공범자임을 의미할 수 있다"고 말했다. 이러한 각각의 의견은 전쟁 및 분쟁 보도에서 발견되는 인간 본성과 감정적으로 고조된 문제를 보도하기에는 너무 "무자비"하거나 "법의학적"이라는 객관성에 대한 학자와 언론인의 비판에서 비롯된다.
위에서 논의된 것처럼, 특히 19세기부터 매스 미디어의 성장과 함께 뉴스 광고는 미디어 수익의 매우 필요한 근본이 되었다. 광고 수익을 극대화하려면 모든 청중이 커뮤니티와 지역에 걸쳐 참여해야 했다. 이로 인해 "[저]널 업계 표준으로서의 객관성 […] 뉴스가 모든 사람에게 모든 것으로 제시될 수 있도록 하는 일련의 관습"이 탄생했다. 현대 저널리즘에서, 특히 24시간 뉴스 주기의 출현으로 속보에 대응하는 데 있어 속도는 핵심이다. 따라서 기자들이 제시되는 모든 이야기를 어떻게 보도할 것인지 "첫 번째 원칙에서" 결정하는 것은 불가능하다.
기자들은 갈등이 없는 이야기보다 흥미롭기 때문에 갈등에 치우칩니다; 우리는 안전하기 때문에 무리를 고수하는 것에 치우칩니다; 우리는 더 쉽기 때문에 사건 중심의 취재에 치우칩니다; 우리는 그것들이 안전하고 쉽기 때문에 기존의 이야기에 치우칩니다. 그러나, 대부분, 우리는 누구의 소가 뿔에 붙어 있는지와 상관없이, 이야기를 얻는 것에 대해 편견을 가지고 있다.— Brent Cunningham, 2003

Columbia Journalism Review 의 편집장인 브랜트 커닝햄은 2003년 기사에서 객관성이 늦은 보고를 정당화한다고 주장한다. 그는 객관성이 우리를 뉴스에 대한 공격적인 분석가와 비평가가 아니라 수동적인 뉴스 수신자로 만든다고 제안한다.  커닝햄에 따르면, 객관성과의 고통스러운 관계의 핵심은 언론이 운영해야 했던 여러 상충되는 강령에 있다. 떨어져 있지만 영향을 미친다. 공정한 마음을 가지면서도 우위를 점하십시오.  그러나 커닝햄은 기자들이 대체로 이데올로기 전사가 아니라고 주장한다. 오히려 그들은 사회에 중요한 어려운 일을 수행하는 불완전한 사람들이며 "[개인의] 인간성을 최소화하려는 우리의 중요하고 필요한 모든 시도에도 불구하고 다른 방법은 있을 수 없다"라고 커닝햄은 결론지었다.
객관성에 대한 논쟁은 포토저널리즘 분야에서도 일어났다. 2011년 이탈리아 사진작가 루벤 살바도리는 그의 프로젝트 "포토저널리즘 비하인드 더 씬(Photojournalism Behind the Scenes)"을 통해 일반 대중이 포토저널리즘과 연관 짓는 객관적 진실에 대한 기대에 도전했다. 살바도리는 전통적으로 눈에 보이지 않는 사진가를 프레임에 포함시킴으로써 직업 윤리에 대한 논의를 촉발시키고 관객이 사진 매체의 잠재적인 주관성을 이해하고 인식하는 능동적인 시청자가 되어야 함을 나타낸다.
객관성 비판을 둘러싼 또 다른 개념은 학자 Judith Lichtenberg가 제안한다. 그녀는 학자나 언론인이 저널리즘이 객관적이지 못하다고 비판하면서 동시에 객관성 같은 것은 없다고 제안할 때 발생하는 논리적 모순을 지적한다. 1970년대와 1980년대에 발생한 객관성에 대한 비판을 뒷받침하는 이 이중 이론(Lichtenberg는 "객관성에 대한 복합적 공격" 이라고 언급함)은 논쟁의 각 요소가 서로를 부인함에 따라 스스로를 무효화한다. Lichtenberg는 객관성을 단순한 관습적인 관행으로 보는 다른 학자들과 동의한다. 그녀는 "객관성이라는 이름으로 진행되는 많은 것은 그것에 대한 얕은 이해를 반영한다"라고 말한다. 따라서 그녀는 객관성(Lichtenberg에 따르면 그 주요 목표는 오직 진리를 추구하고 추구하는 것임)의 전반적인 개념보다는 이러한 관행이 실제로 비판의 대상이 되어야 한다고 제안한다.
저널리즘 학자와 미디어 평론가들은 이 용어를 사용했다. 중립적이고 객관적인 관점을 채택하려는 언론인의 시도를 비판하기 위해 "아무도 아닌 사람의 관점에서" 보도하는 것처럼  . Jay Rosen은 언론인이 문제에 대한 상충되는 입장 사이에 권위 있는 공정성을 가지고 있다는 인상을 만들어 청중에게 잘못된 정보를 제공할 수 있다고 주장했다. Jeremy Iggers는 CBS News의 전 회장인 Richard S. Salant의 말을 인용하여 다음과 같이 말했다. "우리 기자들은 그들의 관점에서 기사를 다루지 않는다. 그들은 누구의 관점에서도 그것들을 제시하고 있지 않다." Iggers는 Salant의 주장을 "해석에 의해 손대지 않은 관찰의 개념과 마찬가지로 명백히 일관성이 없다"고 말했다. Rosen은 이 용어를 사용하여 언론의 객관성 뒤에 숨은 언론인을 비판하여 청중과의 권위나 신뢰를 얻기 위해 노력했다. 그는 합법적으로 신뢰를 얻는 더 나은 방법으로 투명성을 옹호한다. Rosen 및 Jake Lynch 와 같은 학자들은 철학자 Thomas Nagel의 1986년 저서 The View from Nowhere 에서 이 용어를 차용했다. 세계에서의 위치." 다른 많은 뉴스 매체 평론가들도 저널리즘의 어디에서도 볼 수 없는 견해를 비판했다. 작가 Elias Isquith는 2014년 살롱(Salon) 의 기사에서 "아무데도 없는 관점은 엉성한 생각으로 이어질 뿐만 아니라 실제로 독자가 단순히 뻔뻔한 이데올로기적 출처를 읽거나 심지어 어떤 경우에는 아무것도 읽지 않았을 때보다 정보를 덜 제공한다. 모두". 2019년 저널리스트 루이스 레이븐 월리스(Lewis Raven Wallace)는 어디에서나 볼 수 있는 관점의 반대인 어딘가에서 볼 수 있는 관점을 옹호하는 책을 출판했다.
어떤 사람들은 더 적절한 기준이 공정성 과 정확성 이어야 한다고 주장한다( 보고의 공정성과 정확성 과 같은 그룹의 이름에 명시되어 있음). 이 기준에 따르면 어떤 문제에 대해 편을 드는 것이 정확하고 상대방이 대응할 공정한 기회가 주어지는 한 허용된다. 많은 전문가들은 저널리즘에서 진정한 객관성은 불가능하며 기자들은 이야기에서 균형을 찾아야 한다고 생각한다(모든 측면에 각자의 관점을 제시함).
Brent Cunningham은 기자들이 자신의 불가피한 편견을 이해해야 수용된 내러티브가 무엇인지 탐색한 다음 가능한 한 이에 반대할 수 있다고 제안한다.  그는 "깊은 보도와 진정한 이해가 필요하지만 기자도 자신이 모르는 모든 것을 인정해야 하며, 그 결점을 겉치레로 숨기거나 함성으로 익사시키려 하지 말아야 한다"고 지적했다. 지나치게 단순화된 주장"
Cunningham은 객관성에 대한 명백한 논쟁을 해결하기 위해 다음을 제안한다.
- 언론인들은 자신들이 하는 일이 '객관성'의 아우라가 암시하는 것보다 훨씬 더 주관적이고 덜 초연하다는 것을 겸허하고 공개적으로 인정해야 한다. 그는 이것이 편견에 대한 비난을 끝내는 것이 아니라 오히려 언론인들이 보다 현실적이고 덜 위선적인 입장에서 그들이 하는 일을 변호할 수 있도록 할 것이라고 제안한다.
- 언론인은 자유롭고 전문 지식을 개발하고 이를 사용하여 경쟁 주장을 분류하고 이러한 주장의 근본적인 가정을 식별 및 설명하며 독자와 시청자가 무슨 일이 일어나고 있는지 알고 이해해야 하는지 판단할 수 있어야 한다.

객관적인 뉴스 작업에서 주목할만한 이탈에는 Ida Tarbell 과 Lincoln Steffens 의 muckraking, Tom Wolfe의 새로운 저널리즘, 1960년대의 지하 언론 및 공공 저널리즘이 포함된다.
분쟁과 관련된 뉴스의 경우 평화 저널리즘은 특히 갈등 분석, 갈등 해결, 평화 연구 및 사회 심리학과 같은 분야를 통해 저널리즘 분야에 사회 "과학"의 "통찰력"을 도입함으로써 대안을 제공할 수 있다. 따라서 이러한 "실증적" "연구"를 갈등 보고에 적용하면 저널리즘의 '객관성'이라는 "비과학적" 관행을 지배하는 "인정되지 않은" 관습(위 참조)을 대체할 수 있다.

## 크라우드 펀딩
최근 많은 학자와 언론인들은 21세기의 새로운 디지털 시대에 적응하면서 신문 산업 내에서 일어나는 변화와 저널리즘 환경의 전반적인 격변에 점점 더 적응하고 있다. 이에 직면하여 크라우드 펀딩 관행은 언론인들이 독립 및 대안 프로젝트에 자금을 지원하기 위해 점점 더 많이 활용되고 있으며 저널리즘의 객관성에 대한 논의에서 고려해야 할 또 다른 관련 대안 관행으로 확립되었다. 크라우드 펀딩을 통해 언론인은 관심 있는 기사 또는 여러 가지 이유로 적절하게 다루어지지 않을 수 있는 기사를 추구할 수 있다. 크라우드 펀딩은 보고 장비, 컴퓨터, 필요한 경우 여행 경비, 사무실 공간 또는 팀의 다른 직원 급여와 같은 간접비와 같은 필수 구성 요소에 자금을 지원하여 언론인을 지원한다. 크라우드 펀딩의 핵심 구성 요소이자 저널리스트가 크라우드 펀딩을 사용하는 중요한 동기는 기업의 지원 부족이다. 이것은 언론인이 단독 재량에 따라 편집 결정을 내릴 자율권을 갖지만 똑같이 재정적 지원이 없다는 것을 의미한다.
Hunter(2014)가 수행한 연구에 따르면 크라우드 펀딩 캠페인에 참여한 언론인들은 모두 자금 제공자가 콘텐츠를 통제할 수 없으며 궁극적인 관할권을 유지하는 것은 언론인이라는 유사한 의견을 가지고 있었다. 그러나 이 선언은 자금 제공자에 대한 언론인의 책임 의식으로 인해 복잡해졌다. Hunter(2014)는 언론인들이 편집 권한을 유지하기를 원하기 때문에 자금 제공자와 언론인 사이에 권력 불균형을 초래하는 효과가 있을 수 있지만 실제로 프로젝트의 성공 여부를 결정하는 것은 자금 제공자라고 지적한다.
이를 방지하기 위해 Hunter(2014)는 저널리스트가 원하는 경우 보다 객관적인 접근 방식을 유지하기 위해 사용할 수 있는 다음 전략을 제안한다.
- 자신과 청중 사이에 가상의 '방화벽' 구축
- 단일 출처의 투자 제한
- 프로젝트 초기에 자금 제공자와 원하는 관계를 명확하게 정의

수동적 투자자와 능동적 투자자가 있기 때문에 기자가 느낄 수 있는 관계의 유형과 잠재적 압력은 함께 일하는 투자자의 유형에 따라 다르다. 소극적 투자자는 크라우드 펀딩 플랫폼에 기부하는 것 외에는 관여하지 않으며 모든 것은 언론인의 재량에 맡긴다. 대조적으로, 적극적인 투자자는 저널리즘 작품 제작에 보다 적극적인 역할을 하며, 이는 투자자가 피드백이나 아이디어를 제공하고 작품이 공개되기 전에 작품의 초기 사본을 받는 것을 포함할 수 있는 다양한 형태를 취할 수 있다.
이 연구의 일부 언론인들은 공정한 설명과 분리된, 즉 "객관적인" 보고 스타일이 크라우드 펀딩 맥락 내에서도 계속 지배해야 한다는 의견을 굳게 지켰다. 그러나 다른 사람들은 관점 저널리즘과 정확한 보도가 상호 배타적인 이상이 아니며 따라서 언론인들은 여전히 전통적인 관행이나 객관성에 대한 이해가 아닌 양질의 사실적 보도에 귀속될 수 있다고 주장했다.
Hunter(2014)가 수행한 크라우드 펀딩에 대한 연구에 따르면 청중은 특정 관점이나 옹호 저널리즘을 가진 프로젝트에 자금을 지원하는 데 열심인 것으로 나타났다. 언론인들은 크라우드 펀딩을 통해 대기업이 제대로 추구하지 않는 관점의 기사를 추구하는 경우가 많다. 기자는 그들이 추구하려는 작업의 목표와 크라우드 펀딩 플랫폼에서 필요한 리소스를 설명한다. 이 정보를 바탕으로 자금 제공자는 기부 여부를 결정한다. 자기 주장이 있는 저널리즘에 대한 열망이나 수용은 소극적 투자자들에게 특히 분명하다. 왜냐하면 그들은 저널리스트의 피치를 기반으로 기부하고 저널리스트가 원하는 것을 생산하도록 하기 때문이다. 그들은 기본적으로 언론인 개인을 지원하고 프로젝트를 추구할 수 있는 자유를 허용하기를 원한다.

## 같이 보기
- 액세스 저널리즘
- 소통의 합리성
- 진리의 정도
- 저널리즘 개입주의
- 미디어 편향
- 몽매주의
- 오크렌트의 법칙
- 소스 비평
- 강력한 객관성
- 정당화 이론
- Wikipedia:중립적 관점

## 일반 출처
- 카플란, 리차드. 2002. 정치와 미국 언론: 객관성의 부상, 1865–1920 . 뉴욕: Cambridge University Press.
- 슈드슨, 마이클. 1978. 뉴스 발견: 미국 신문의 사회사 New York: Basic Books.
- 슈드슨, 마이클. 1997. "뉴스 생산의 사회학". 뉴스의 사회적 의미: 텍스트 리더 . 댄 버코위츠, 편집. pp. 7–22. 사우전드 오크스: 세이지.

## 추가 자료
- Herman, Edward S. 및 Chomsky, Noam. 1988. 제조 동의: 매스 미디어의 정치 경제 . 뉴욕: 판테온.
- 민디치, 데이비드 TZ 1998. 사실: "객관성"이 미국 저널리즘을 정의하게 된 방법 . 뉴욕: New York University Press.